# Четыре после полуночи
«Четыре после полуночи» (англ. Four Past Midnight) — сборник повестей американского писателя Стивена Кинга, впервые опубликованный в 1990 году. Вошёл в список бестселлеров по версии Publishers Weekly за 1990 год.

## Повести, вошедшие в сборник
В сборник вошли следующие повести:
- «Лангольеры» (англ. The Langoliers)
- «Секретное окно, секретный сад» (англ. Secret Window, Secret Garden)
- «Библиотечная полиция» (англ. The Library Policeman, дословно: «Библиотечный полицейский»)
- «Солнечный пёс» (англ. The Sun Dog)

### Лангольеры
Самолёт «Боинг 767» следует рейсом Лос-Анджелес — Бостон. Пилот, летевший на этом самолёте пассажиром, и ещё 9 человек внезапно просыпаются от визга маленькой слепой девочки и обнаруживают, что в салоне самолёта, кроме них, никого нет…

### Секретное окно, секретный сад
Писатель Морт Рейни живёт на берегу маленького озера в штате Мэн и переживает развод с женой. Внезапно к нему приходит некий человек в шляпе по фамилии Шутер (англ. shooter — стрелок) и обвиняет Морта в плагиате…

### Библиотечная полиция
Повесть о человеке, однажды взявшем библиотечную книгу и не вернувшем её… «Библиотечная полиция», выдуманная для того, чтобы пугать детей, действительно пришла за ним.

### Солнечный пёс
Мальчику подарили фотоаппарат, который по неизвестным причинам выдаёт на снимках только собаку, чья внешность не предвещает ничего хорошего. Проблема в том, что на каждом снимке собака всё ближе…

## Экранизации
- «Лангольеры» (телефильм).
- «Тайное окно» (по повести «Секретное окно, секретный сад»).

## Издания
В России издавался как одним томом, так и отдельными книгами.

## Награды
- Премия Bram Stoker Awards, 1990 (лучший сборник)[1]